# アトランタ・フルトン・カウンティ・スタジアム
アトランタ・フルトン・カウンティ・スタジアム（Atlanta-Fulton County Stadium）は、アメリカのジョージア州アトランタにかつて存在したスタジアム。MLBアトランタ・ブレーブスが1966年から1996年まで、NFLアトランタ・ファルコンズが1966年から1991年まで、それぞれ本拠地にしていた。

## 球場の歴史
1964年3月5日、ミルウォーキー・ブレーブスが「新球場が完成したら1966年シーズンにアトランタに移転」を決定した。プロ・スポーツ球団の誘致を目指していたアトランタ市はこれを受けて同年4月15日に新球場の建設を開始。同年6月30日には、NFL機構が1966年シーズンからアトランタに新球団を創設すると発表した。
工事は急ピッチで進み、1965年の野球シーズン開幕時期に完成した。しかし、ミルウォーキー・カウンティ・スタジアムとの賃貸契約がまだ残っていたブレーブスは、アトランタ新球場の完成にもかかわらず予定通り1966年まで移転を待つこととなった。そのため、1965年はマイナーリーグのアトランタ・クラッカーズが本拠地として使用した。
1966年4月12日、ブレーブスが移転後初の試合を開催。これまでボストン、ミルウォーキーで不人気に喘いでいたブレーブスだが、新本拠地初試合には51,500人のファンを動員した。9月11日にはNFL新球団のファルコンズも初試合を開催し、54,418人の観客がスタジアムに駆けつけた。
しかしその後、両球団の人気は対照的になる。ファルコンズが50,000人以上の観客を何度も動員するのに対し、ブレーブスの人気が長く続くことはなく、1970年代には年間観客動員100万人未満が8年続いた時期もあった。1976年には新オーナーのテッド・ターナーを中心に様々なアトラクションを企画したが、これも功を奏しなかった。
さらに、両球団は共にグラウンド・コンディションに不満を持っていた。兼用球場では珍しく、人工芝ではなく天然芝を採用していたのだが、球場専属のグラウンドキーパーが1990年になるまでいなかったため、フィールドはひどく荒れていた。
1984年にはファルコンズが新スタジアムの計画を開始。1992年にはジョージア・ドームへ移転した。1980年代後半にはブレーブスも新球場計画を検討し始めた。1996年の夏季五輪がアトランタで開催されることが決まると、ブレーブスとアトランタはセンテニアル・オリンピックスタジアムを大会終了後に野球場に改装する計画に合意した。
1996年7月20日から8月2日の間、五輪野球が開催された。同年10月24日、ヤンキースとのワールドシリーズ第5戦がこの球場での最終戦となった。
1997年8月2日に爆破解体され、現在はターナー・フィールドの駐車場になっている。しかしフィールドの輪郭は駐車場に残され、本塁や各ベース、そして1974年4月8日にハンク・アーロンがベーブ・ルースの大リーグ記録を更新した通算715本目のアーチの落下点が印されている。

## 主要な出来事

### 野球
- 1966年4月12日、ブレーブスの新本拠地初試合（パイレーツ 3 - 2 ブレーブス）。
- 1968年7月14日、ハンク・アーロンが通算500本塁打を達成。
- 1971年4月27日、ハンク・アーロンが通算600本塁打を達成。
- 1972年7月25日、オールスターゲーム開催（ナ 6x - 5 ア）。
- 1973年7月21日、ハンク・アーロンが通算700本塁打を達成。
- 1973年8月5日、フィル・ニークロがパドレス戦でノーヒットノーランを達成した（ブレーブス 9 - 0 パドレス）。
- 1974年4月8日、ハンク・アーロンがベーブ・ルースの大リーグ記録を破る通算715本塁打を達成した。
- 1978年8月1日、レッズのピート・ローズの連続試合安打が44試合で途切れた。
- 1996年7月20日 - 8月2日、アトランタ・オリンピック開催。キューバが日本を破り金メダルを獲得。
- ワールドシリーズ開催：1991年、1992年、1995年、1996年
- 1996年10月24日、ヤンキースとのワールドシリーズ第5戦で閉場（ヤンキース 1 - 0 ブレーブス、ヤンキース3勝2敗に）。